# GTR Evolution
GTR Evolution – dodatek do gry komputerowej Race ’07: The WTCC Game, wyprodukowana przez SimBin Studios i wydana przez Atari, Viva Media, QVS International, Zoo Corporation i Take-Two Interactive w 2008 roku na PC.

## Rozrywka
GTR Evolution jest symulatorem wyścigów. Do gry zaimplementowano 22 samochody klasy GT i WTCC. W grze zawarto 19 torów wyścigowych.
W grze zawarto także tryb gry wieloosobowej.